# 監禁
監禁（かんきん、confinement）とは、人を一定の区画などに閉じ込め、そこから出る自由を奪うこと。

## 概要
監禁は部屋の一室や自動車のような比較的狭い空間に閉じ込めた状態にすることをいう。
監禁の程度の低いものは一般に軟禁（なんきん）と呼ぶ。類義語として幽閉がある
米国のCIAは、イランやイラクの人々をグアンタナモ収容所において監禁し不法に残酷で非人道的な拷問を行っていた、という報告書が2014年に公表された。
長期にわたる監禁行為を通常の監禁罪と異なる重罪として取り扱う国もある。

## 処罰

### 国際法
恐怖政治を行う権力者や、独裁的な権力者や、反民主的な権力者が、自己の権力を維持するために自分にとって都合の悪い人（例えば、人権運動家、民主化運動をする人など）を、利己的な理由で監禁してしまうことがある。これは人道に対する罪に当たる。

### 日本
日本の刑法では、不法に人を監禁した場合には監禁罪となる。
日本では物理的に自由を奪う場合のみならず、脅迫を以って脱出を断念させることも監禁罪となる。継続的に被監禁者を取り囲む、扉の前に立つ等の行為も監禁の手段となる。車のボンネットに人が乗っている状態で車を走らせる行為が監禁罪となったケース もある。現行犯逮捕した犯人を事務所内に捕り置き、すみやかに警察機関に通報せず監禁を継続する行為も監禁罪に当る。
また、監禁罪には至らなくとも、他人の行動の自由を妨げる行為は軽犯罪法による処罰の対象となり、また迷惑防止条例等の法令に抵触する可能性が大きい。ただしこれらの法令は正当な現行犯逮捕を妨げるものではない。
日本でも新潟少女監禁事件を契機に長期監禁罪設定に関する議論が生じた。

## 主な監禁事件
人質（交渉を有利にするために、特定の人の身柄を拘束すること）事件については人質を参照。本項では、人質事件以外の監禁事件を列挙する。
- 西安事件
- 1976年チャウチラ誘拐事件
- オーストリア少女監禁事件
- フリッツル事件
- クリーブランド監禁事件
- 新安塩田奴隷労働事件
- 金海女子高生殺人事件
- 相馬事件
- 金嬉老事件
- 公証人役場事務長逮捕監禁致死事件
- 女子高生コンクリート詰め殺人事件
- 新潟少女監禁事件
- 北九州監禁殺人事件
- 北海道・東京連続少女監禁事件
- 戸塚ヨットスクール事件
- 尼崎事件

## 生き延び方
心理学的には、「人間」と見るうちは犯人も危害を加えにくいため、卑屈にならず尊厳を保ち、長期間の監禁になったら少しずつ犯人にちょっとした備品をお願いをして「人間」であることを再認識させると良い。